# ماريا رويز دي بورتون
ماريا رويز دي بورتون (بالإنجليزية: María Ruiz de Burton)‏ (3 يوليو 1832 - 12 أغسطس 1895، شيكاغو في الولايات المتحدة)؛ كاتِبة ومؤلِّفة وروائية أمريكية.